# 一代要記
一代要記（いちだいようき）は、年代記の一つ。著者不詳。後宇多天皇の時に成立し、鎌倉時代末から南北朝時代初期まで書き継がれた。水戸徳川家による『大日本史』の史料探索中、延宝年間に金沢文庫本を発見し、10冊に書写して世間に流布した。
春夏秋冬の全4冊から成り（流布本は10巻）、その内訳は春冊が神代 - 醍醐天皇、夏冊が朱雀天皇 - 高倉天皇、秋冊が安徳天皇 - 後嵯峨天皇、冬冊が後深草天皇 - 花園天皇となっているが、中間及び尾部を欠くため最後は明らかではない。内容は書名のとおり、各天皇ごとに諡号あるいは追号を掲げて、略歴や在位中の出来事の摘要を編年体で記し、さらに上皇・皇太子・後宮・斎宮・摂関・大臣・大納言・参議・蔵人頭・皇子女などの各項を設けて、該当者の人名を記している。各天皇と皇子女が系線で結ばれ、一大皇室系図になっている特徴があるが、流布本の中には系線が略されているものもある。流布本の祖本である金沢文庫本は東山文庫に現存し、その断簡は高松宮が所蔵する。なお、高松藩主松平頼恕は国学者の友安三冬らに命じて、本書の後を継ぐ『歴朝要紀』を編纂させ、朝廷に献上した。

## 参考
- 京都大学附属図書館所蔵　平松文庫 『一代要記』 （京都大学電子図書館）　いわゆる流布本である。
- 近藤瓶城編 『改定史籍集覧』 臨川書店、1983年。
- 石田実洋他校注 『続神道大系』 朝儀祭祀編、神道大系編纂会、2005年。